# Новоданилівка (Кропивницький район)
Новодани́лівка — село в Україні, у Долинській міській громаді Кропивницького району Кіровоградської області. Населення становить 34 особи.

## Історія
Село засноване 1868 року.
17 липня 2020 року, в результаті адміністративно-територіальної реформи та ліквідації Долинського району, село увійшло до складу Кропивницького району.

## Населення
Згідно з переписом УРСР 1989 року чисельність наявного населення села становила 43 особи, з яких 18 чоловіків та 25 жінок.
За переписом населення України 2001 року в селі мешкали 34 особи..

## Мова
Розподіл населення за рідною мовою за даними перепису 2001 року:
| Мова       | Відсоток |
| ---------- | -------- |
| українська | 88,24 %  |
| російська  | 11,76 %  |